# Margarete Hallervorden
Margarete Hallervorden (* 4. September 1887 in Kortau, Landkreis Allenstein; † 15. September 1972 in Solingen) war eine deutsche Politikerin (SPD).
Margarete Hallervorden war eine Tochter des Direktors der „Provinzialirrenanstalt“ in Kortau Eugen Hallervorden (1853–1914), ihr älterer Bruder war der Hirnforscher Julius Hallervorden (1882–1965). Sie legte 1908 in Königsberg die Prüfung als Lehrerin ab. 1918 trat sie der SPD bei. Ergänzend legte sie 1927 eine Prüfung für Hilfsschullehrerin ab, wo sie in Berlin-Lichtenberg und Friedrichshain tätig wurde.
Nach dem Zweiten Weltkrieg wurde Hallervorden Schulrätin in Berlin. Bei der ersten Berliner Wahl 1946 wurde sie in die Bezirksverordnetenversammlung im Bezirk Charlottenburg gewählt. Da Max Döring (1875–1947) starb, rückte sie in die Stadtverordnetenversammlung von Groß-Berlin nach.